# Cavus
Cavus (Adjektiv von lat. Cavum: Ummantelung, Höhlung) bedeutet „umhüllend, umfassend, nach innen gewölbt“. Plural: Cavi.
In der Astrogeologie wird der Ausdruck Cavus für eine unregelmäßige, steil abfallende Senke benutzt, die nicht durch einen Einschlag entstanden ist.
Als Cavi benannte Strukturen gibt es auf dem Mars und Triton.